# Umi no Hi

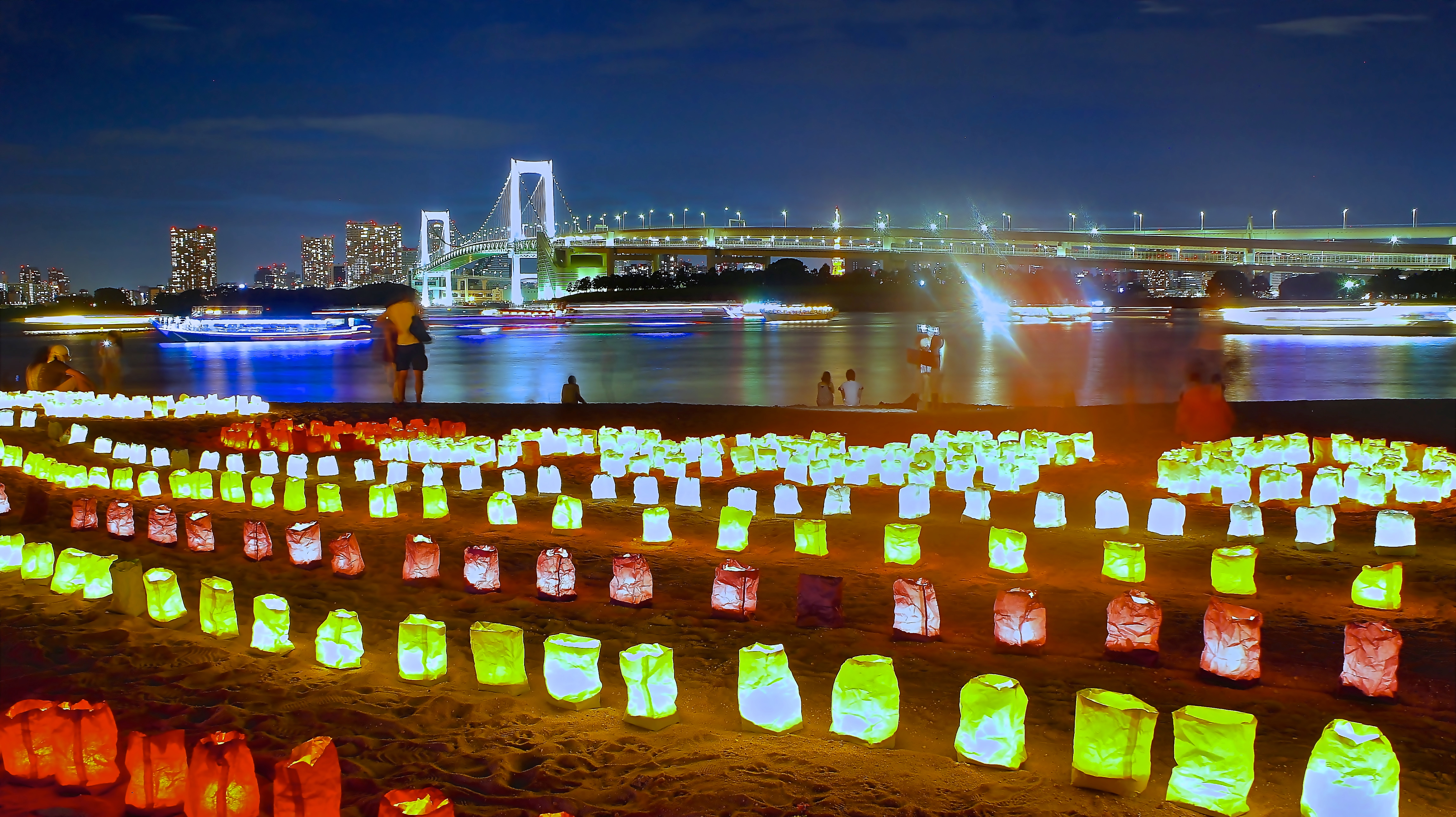
Umi no Hi, Odaiba, Japan

Der Umi no Hi (jap. 海の日) bzw. Tag des Meeres, ist ein Feiertag in Japan am dritten Montag im Juli.

## Anlass
Der Feiertag wurde 1996 eingeführt, um die feiertagslose Zeit zwischen Mai und September aufzulockern. An diesem Tag werden das Meer und die Marine gefeiert, welche beide für Japan eine große Bedeutung haben. Am Umi no hi werden viele Wassersportwettkämpfe, Shows und Ausstellungen mit Bezug auf Meer und Seefahrt veranstaltet.

## Hintergrund
Der Tag wurde erst im Jahr 1996 zum Nationalfeiertag gemacht und war bis dahin unter dem Namen umi no kinen-bi (海の記念日, dt. „Meeresgedenktag“) bekannt. Der japanische Kommunikationsminister Shōzō Murata führte diesen Feiertag 1942 ein, um an den Besuch des Meiji-Tennō (Mutsuhito) und seine 1876 mit dem 1874 in England gebauten Dampfschiff Meiji-Maru durchgeführte kaiserliche Rundreise durch Tōhoku zu erinnern. Die Reise beinhaltete viele verschiedene Stationen, bevor die Expedition am 20. Juli 1876 wieder Yokohama erreichte. Bis 2003 wurde der Gedenktag daher immer am 20. Juli begangen, danach auf den jeweils dritten Montag im Juli verschoben.